# Field Commander Cohen: Tour of 1979
Field Commander Cohen: Tour of 1979 es el tercer álbum en directo del músico canadiense Leonard Cohen, publicado por la compañía discográfica Columbia Records en febrero de 2001. Las canciones fueron grabadas durante la gira de 1979, en varios conciertos ofrecidos entre el 4 y el 15 de diciembre en el Hammersmith Apollo de Londres y el Brighton Dome de Brighton.
Realizada como promoción del álbum Recent Songs, Cohen estuvo acompañado de la banda de jazz Passenger, oriunda de Austin, Texas e integrada por Steve Meador en la batería, Roscoe Beck al bajo, Mitch Watkins a la guitarra, Bill Ginn en los teclados y Paul Ostermayer tocando el saxofón y la flauta. Otros miembros del grupo incluyeron a Raffi Hakopian, John Bilezikjian y las coristas Sharon Robinson y Jennifer Warnes. Beck se convirtió en miembro fijo de futuras giras de Cohen durante más de dos décadas.

## Lista de canciones
Todas las canciones escritas y compuestas por Leonard Cohen excepto donde se anota. 
| N.º | Título                                                                            | Escritor(es)                | Duración |  |
| 1.  | «Field Commander Cohen»                                                           |                             | 4:25     |  |
| 2.  | «The Window» (Incluye un solo de violín de Raffi Hakopian)                        |                             | 5:51     |  |
| 3.  | «The Smokey Life» (Dúo con Jennifer Warnes)                                       |                             | 5:34     |  |
| 4.  | «The Gypsy's Wife» (Incluye un solo de violín de Raffi Hakopian)                  |                             | 5:20     |  |
| 5.  | «Lover Lover Lover» (Incluye dos solos de laúd árabe de John Bilezikjian)         |                             | 6:31     |  |
| 6.  | «Hey, That's No Way to Say Goodbye» (Incluye un solo de violín de Raffi Hakopian) |                             | 4:04     |  |
| 7.  | «The Stranger Song»                                                               |                             | 4:55     |  |
| 8.  | «The Guests» (Incluye un solo de violín de Raffi Hakopian)                        |                             | 6:05     |  |
| 9.  | «Memories» (Incluye un solo de saxofón de Paul Ostermayer)                        | Leonard Cohen, Phil Spector | 4:38     |  |
| 10. | «Why Don't You Try» (Dúo con Sharon Robinson)                                     |                             | 3:43     |  |
| 11. | «Bird on the Wire» (Incluye un solo de guitarra de Mitch Watkins)                 |                             | 5:10     |  |
| 12. | «So Long, Marianne»                                                               |                             | 6:44     |  |

## Personal
- Leonard Cohen: voz y guitarra
- Steve Meador: batería
- Roscoe Beck: bajo
- Mitch Watkins: guitarra
- Bill Ginn: teclados
- Paul Ostermayer: saxofón y flauta
- Raffi Hakopian: violín
- John Bilezikjian: laúd árabe
- Jennifer Warnes: coros
- Sharon Robinson: coros

## Posición en listas
| País    | Lista             | Posición |
| ------- | ----------------- | -------- |
| Francia | SNEP Albums Chart | 109      |